# Hasariini
Hasariini è una tribù di ragni appartenente alla sottofamiglia Euophryinae della famiglia Salticidae dell'ordine Araneae della classe Arachnida.

## Distribuzione
I 17 generi oggi noti di questa tribù sono diffusi prevalentemente in Africa e Asia; con tre eccezioni: il genere Hasarius è cosmopolita, Marma si trova in America meridionale e Viroqua in Australia.

## Tassonomia
A dicembre 2010, gli aracnologi riconoscono 17 generi appartenenti a questa tribù:
- Curubis Simon, 1902 — Sri Lanka, India (4 specie)
- Echeclus Thorell, 1890 — Malaysia (1 specie)
- Encymachus Simon, 1902 — Africa (2 specie)
- Epidelaxia Simon, 1902 — Sri Lanka (3 specie)
- Hasarius Simon, 1871 —  cosmopolita (26 specie)
- Longarenus Simon, 1903 — Guinea Equatoriale (1 specie)
- Mantius Thorell, 1891 — Malaysia, Indonesia (5 specie)
- Marma Simon, 1902 — America meridionale (4 specie)
- Nannenus Simon, 1902 — Singapore (2 specie)
- Ogdenia Peckham & Peckham, 1908 — Borneo (1 specie)
- Panysinus Simon, 1901 — Asia sudorientale (5 specie)
- Phausina Simon, 1902 — Sri Lanka, Giava (4 specie)
- Rhondes Simon, 1901 — Nuova Caledonia (1 specie)[3]
- Tarne Simon, 1885 — Africa occidentale (1 specie)
- Tusitala Peckham & Peckham, 1902 — Africa, Yemen (9 specie)
- Uxuma Simon, 1902 — Gabon (1 specie)
- Viroqua Peckham & Peckham, 1901 — Australia (1 specie)